# Medaille ter Herinnering aan Koning Christiaan IX
De Deense Medaille ter Herinnering aan Koning Christiaan IX, (Deens: "Kong Christian den Niendes Mindemedalje"), werd op 13 februari 1907 ingesteld door koning Frederik VIII van Denemarken. Dat gebeurde in een mondelinge order aan de Chef-Staf van de Deense koning, Kolonel P.M. Herbst.
Christiaan IX was op 29 januari 1907 gestorven.
De 13 medailles werd aan de chef-staf, zijn voorgangers, de adjudanten en vleugeladjudanten die dienden onder de overleden Koning Christiaan IX toegekend. Het ging om:
- 1 generaal-majoor
- 3 schout-bij-nachts
- 3 kolonels
- 3 luitenants-kolonels
- 3 kapiteins

Elders heet het dat de onderscheiding aan 52 gardisten is toegekend die op het ogenblik dat de koning stierf op wacht stonden.

## De medaille
Op de voorzijde van de ronde zilveren medaille is het rechtsgewende hoofd van de overleden vorst afgebeeld met het rondschrift "CHRISTIAN IX KONGE AF DANMARK". Op de afsnede staat de signatuur "Alphée Dubois".
Op de keerzijde zijn samengebonden lauweren en eikenloof afgebeeld naast een kruis met de data "8 APRIL 1818" en "29 JANUAR 1906" en het motto van de overleden vorst "MED GUD FOR ÆRE OG RET".
De medaille werd aan een tot een vijfhoek gevouwen rood zijden lint met een witte middenstreep op de linkerborst gedragen. Bij minder formele gelegenheden werd op een uniform een baton in de kleuren van het lint gedragen.